# Família MTV
Família MTV foi um programa da MTV Brasil em que é mostrado em forma de reality show o cotidiano de diversos artistas em uma série de episódios durante uma semana. Foi exibido de segunda a sábado às 18:30 entre 2003 ate 2008 e voltou em um nova temporada em 2010. Em 2011, foi exibido de segunda à sexta às 19h. Em 2012 estava sendo exibido toda segunda - feira, às 23:30.

## A Volta em 2010
No ano de 2010, o programa voltou apresentando o Família Restart dando um tom mais colorido na emissora, logo depois foi a vez da banda Hevo 84 com seus passos escuros.
O Programa começou a ser exibido como especial da banda Restart no Verão MTV do ano de 2011 de segunda à sexta às 19h.
Em 2012, o programa volta apresentando o Família Gaby Amarantos , mostrando a vida da cantora.

## Artistas ou Bandas que participaram do programa

### Primeira Fase
| Artista ou Banda | Data em que foi exibido |
| ---------------- | ----------------------- |
| João Gordo       | Outubro de 2003         |
| Wanessa Camargo  | Novembro de 2003        |
| Marcelo D2       | Novembro de 2003        |
| Supla            | Maio de 2004            |
| Pitty            | Maio de 2004            |
| Detonautas       | Novembro de 2004        |
| Felipe Dylon     | Maio de 2005            |
| CPM 22           | Junho de 2005           |
| Chorão           | Setembro de 2005        |
| Cachorro Grande  | Novembro de 2005        |
| Dead Fish        | Maio de 2006            |
| NX Zero          | Março de 2007           |
| Fresno           | Abril de 2007           |
| Claudia Leite    | Abril de 2008           |

### Segunda Fase
| Artista ou Banda  | Data em que foi exibido |
| ----------------- | ----------------------- |
| Restart           | Novembro de 2010        |
| Gaby Amarantos    | Agosto de 2012          |
| ConeCrewDiretoria | Janeiro de 2013         |